# Аріанські асизи

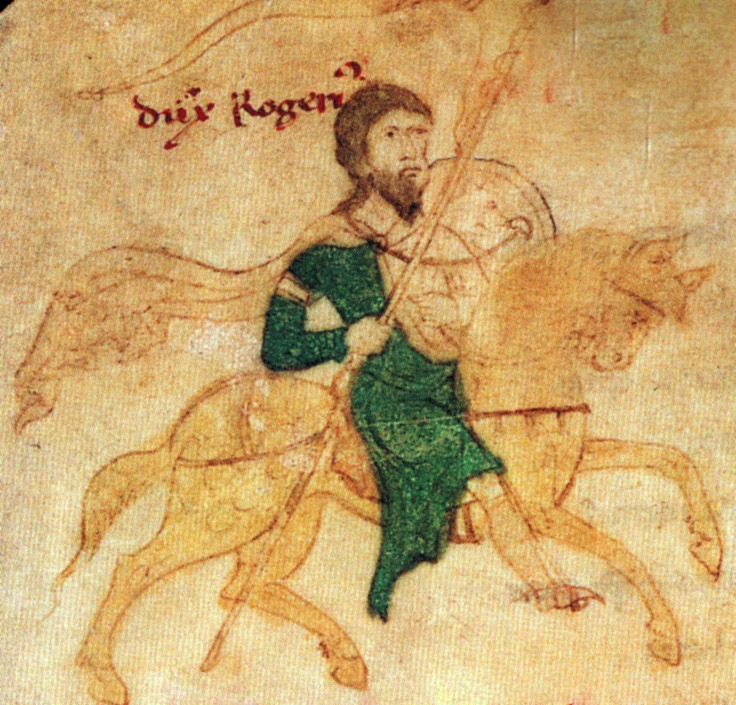
Рожер II, автор Аріанських асизів

Аріанські асизи — звід законів Сицилійського королівства, оприлюднених Рожером II Сицилійським влітку 1140 року на асамблеї баронів королівства в Аріано, поблизу Беневенто. Нещодавно заспокоївши країну, яка потерпала від баронських заколотів, Рожер вирішив перейти до більш централізованого правління. Асизи вводили в Сицилійському королівстві систему бюрократичного управління і прагнули тримати феодалів під суворим королівським контролем. Вони містили сорок пунктів, які врегульовували усі галузі, які були в тогочасному праві: приватну власність, державну власність, церкву, цивільне право, королівські фінанси та військові справи. Праця була передовою для свого часу, виводячи свої положення не тільки з норманської та французької, але й мусульманської та візантійської (особливо юстиніанівської) правових теорій.

## Оприлюднення асизів в Аріано
Після приборкання баронів Рожер II спрямував зусилля на зміцнення королівської влади. Для цього він, з одного боку, перешкоджав передачі феодів у спадок без згоди короля, з другого — надав рівні права мусульманській та візантійській громадам. Водночас утворили королівську курію, куди будь-хто міг подати скаргу або позов. Запроваджені юстиціарії, які пересувалися по країні для вирішення судових справ.

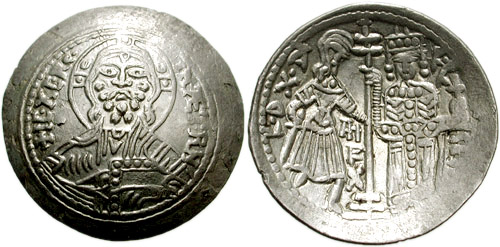
Апулійські дукати Рожера II

Для остаточного закріплення влади короля, встановлення переваг його наказів, була розроблена збірка законодавства — асизи. Рожер провів у Палермо першу половину 1140 року, готуючи асизи, які були якісно сплановані. У липні Рожер здійснив поїздку на материк до Салерно, столиці герцогства Апулія, а звідти до Абруццо, де перевірив завоювання своїх синів — Рожера, герцога Апулії та Альфонса, принца Капуї, які зміцнили нормадське панування на півострові і зробили можливим великі законодавчі нововведення того року.
Асизи були оприлюднені на асамблеї баронів (єпископів і вельмож) Сицилійського королівства в Аріано в другій половині 1140 року.
Останнім актом Рожера в Аріано був випуск монети низької якості для всього королівства — Апулійського дуката, що отримав свою назву від герцогства Апулія. Значення цих монет, переважно мідних з невеликою домішкою срібла, а не золотих, які карбувались пізніше, швидко зростало.

## Опис
Асизи оголошують короля єдиним законодавцем на Сицилії, вищим суддею і керівником церкви (оскільки він мав права папського легату). Всі піддані королівства, будь то латиняни, греки, євреї, мусульмани, нормандці, лангобарди або араби були рівними в своїх правах і однаково підпадали під дію законів. Зрада каралась смертю. Також були детально врегульовані інші злочини — боягузтво під час битви, озброєння натовпу або ненадання підтримки королю чи його союзникам. У церковному плані позбавлялись прав християнські єретики та відступники. Єпископи були позбавлені прав здійснення судочинства, які повністю передавались королю і не могли бути оскарженні. У військовому плані лицарський стан ставав закритий. Ніхто не міг стати лицарем, якщо не мав лицарського походження. Нарешті, асизи не залишили без уваги простих людей і вимагали, щоб з ними поводилися справедливо і не обтяжувались феодалами. 
Асизи є першим прикладом територіального законодавства, заснованого на римському (юстиніанівському) праві, оскільки вони передували і мали більшу практичну вагу, ніж чисто академічне перевідкриття римського права, зроблене пізніше в європейських університетах. Звернення Рожера до прикладу римських імператорів показує, наскільки амбітними були його наміри. Асизи торкаються лише деяких аспектів права: церковного, громадського, шлюбного та кримінального. Нарівні з ними залишалося в силі звичаєве право, якщо воно фактично не суперечило нормам, які містились в асизах. Причина цього була «велика різноманітність людей, підпорядкованих нашому правлінню». Отже, законодавець явно добре усвідомлював, що управляє багатонаціональною державою; він поважав індивідуальний характер різних груп своїх підлеглих, хоча лише остільки, оскільки це не суперечило його правам володаря.

## Збережені копії
Асизи збереглися в двох рукописах, які дещо відрізняються один від одного, хоча невідомо, який з них ближче до оригінального тексту. Вони були знайдені майже одночасно в 1856 році в архівах Ватикану та в архівах Монте-Кассіно. Найповніший текст міститься у Ватиканському кодексі (Codice Vaticano Latino 8782), який можна датувати кінцем XII століття і який містить сорок чотири асизи, а також пролог. Кодекс бібліотеки Монтекассіно (Codice Cassinese 468) датується першою половиною XIII століття.
Текст з Монте-Кассіно коротший за ватиканську версію, в ньому одні розділи переставлено, інші — відсутні, хоча до деяких додані доповнення та містяться ще сім приписів, яких немає у Ватиканському рукописі. Швидше за все, цей рукопис є не новим варіантом асизів, а лише скороченим викладом оригінального тексту.